# O.J. Simpson – Eine amerikanische Saga
O.J. Simpson – Eine amerikanische Saga, auf Deutsch auch O. J. Simpson: Made in America, Originaltitel: O. J.: Made in America, ist ein 5-teiliger US-amerikanischer Dokumentarfilm des Regisseurs Ezra Edelman von 2016. Er erzählt die Lebensgeschichte des Sportlers und Schauspielers O. J. Simpson und schildert dabei vor allem das Gerichtsverfahren wegen Doppelmordes gegen ihn. Edelman verknüpft damit Betrachtungen über Rassismus in den Vereinigten Staaten. Der Film wurde bei der Oscarverleihung 2017 mit einem Oscar in der Kategorie Bester Dokumentarfilm ausgezeichnet und mit zahlreichen weiteren Preisen bedacht. Mit einer Gesamtlaufzeit von 467 Minuten ist er der längste je mit einem Oscar prämierte Film.

## Inhalt

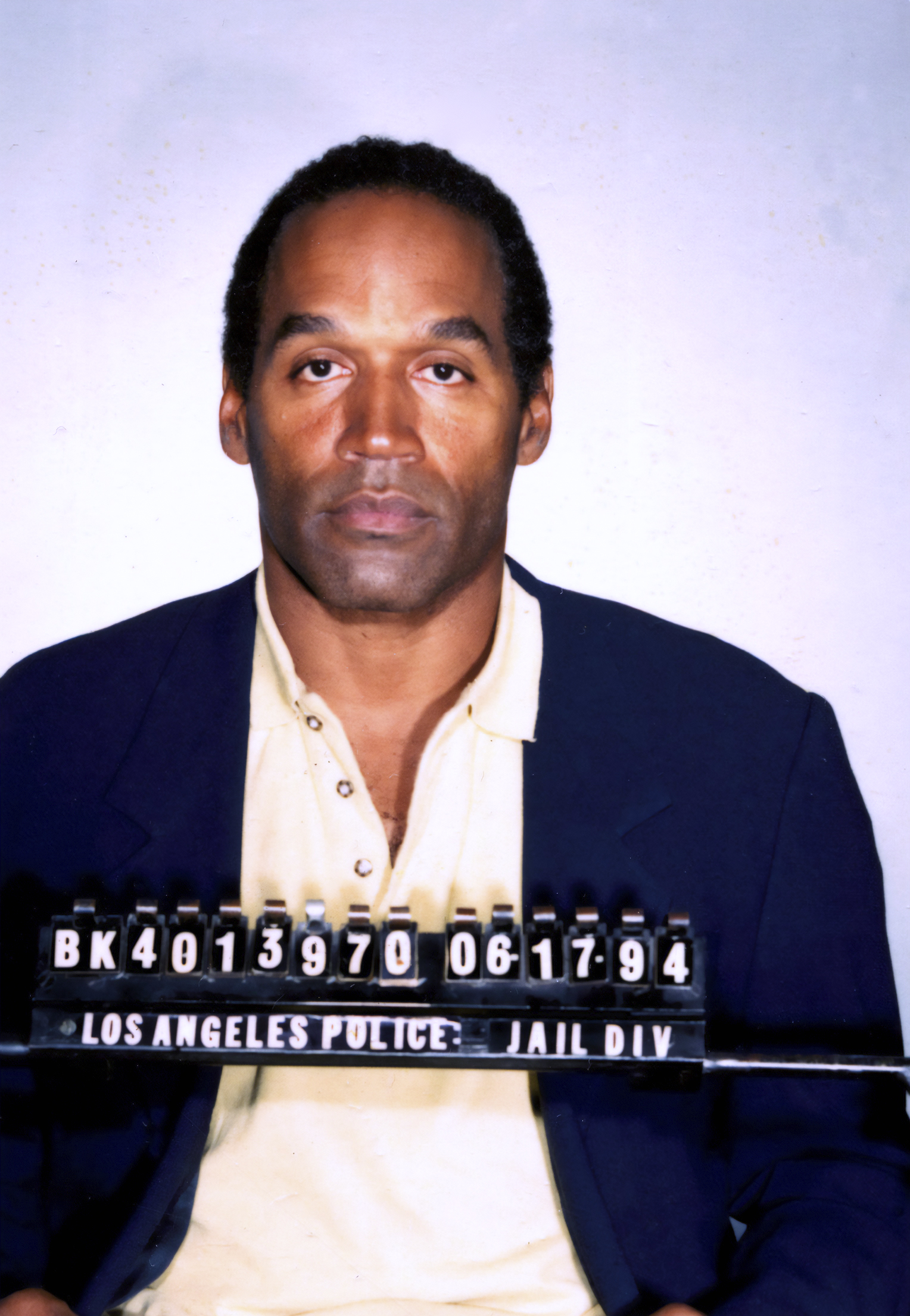
O. J. Simpson

Der Dokumentarfilm geht anfangs auf Simpsons Herkunft ein. Dann beleuchtet er Simpsons Laufbahn als Sportler und seine herausragenden läuferischen Leistungen im American Football in den 1970er Jahren. Es wird thematisiert, wie Simpson seine Popularität zwar für kommerzielle Werbezwecke einsetzt, aber nicht für die Stärkung der Rechte der Schwarzen nutzt. Seine schauspielerische Karriere in den 1980er und frühen 1990er Jahren spielt nur am Rande eine Rolle. Es wird seine zweite Ehe beleuchtet, die er ab 1985 mit der weißen Frau Nicole Brown Simpson führte und aus der zwei Kinder hervorgingen. Während der Ehe wohnte er mit seiner Familie in einem Vorort von Los Angeles, der hauptsächlich von der weißen, wohlsituierten Bevölkerung bewohnt wird. Die Ehe ist Ende der 1980er, Anfang der 1990er Jahre davon gekennzeichnet, dass O. J. Simpson seine Frau verprügelt, die deshalb mehrfach die Polizei verständigt. Seine Gewalttaten sind letztlich ursächlich dafür, dass sich Nicole 1992 von ihm scheiden lässt.
Weiterhin geht der Film auf Gewalttaten im Großraum L. A. ein, die Nichtschwarze gegenüber Schwarzen verüben, aber dennoch juristisch ohne eine Bestrafung davon kommen, die in den Augen der schwarzen Bevölkerung angemessen wäre. Zu diesen Gewalttaten gehört auch die auf Video festgehaltene, von nichtschwarzen Polizisten verübte Prügelattacke auf den schwarzen, wehrlosen Bürger Rodney King. Der Film zeigt Bilder von den gewalttätigen Unruhen in L. A., die schwarze Bürger aus Empörung über den Freispruch der Polizisten verursachen.
Der Film erzählt vom Ablauf des brutalen Doppelmords, der im Juni 1994 an Nicole Brown Simpson und ihrem Freund Ronald Goldman begangen wurde. O. J. Simpson wurde rasch zum Hauptverdächtigen. Der Film zeigt, wie er als Hauptverdächtiger Tage nach dem Doppelmord in einem Auto vor der Polizei floh, während seine Fahrt live im Fernsehen übertragen und von vielen Millionen Menschen verfolgt wurde. Den Hauptteil des Dokumentarfilms nimmt der Strafprozess gegen O. J. Simpson ein, in dem er 1995 des Doppelmordes angeklagt war und der zu einem medial vielbeachteten Ereignis wurde. Obwohl Simpson durch zahlreiche Indizien schwer belastet wurde, sprach ihn die mit etlichen Schwarzen besetzte Jury schließlich frei. Während des Prozesses enthüllten Simpsons Verteidiger die rassistische Grundhaltung des in dem Doppelmord ermittelnden Polizisten Mark Fuhrman. Der Film zeigt den Jubel in der schwarzen Bevölkerung und das Entsetzen unter den Weißen nach dem Freispruch.
Zum Schluss geht der Film auf O. J. Simpsons Leben nach dem Strafprozess ein. Es ist davon geprägt, dass er seine Popularität abermals zum Geldverdienen einsetzt, und beinhaltet eine Straftat, für die er wegen Entführung und Diebstahl angeklagt und 2008 zu mindestens neun und maximal 33 Jahren Gefängnis verurteilt wird.

## Entstehung und Gestaltung

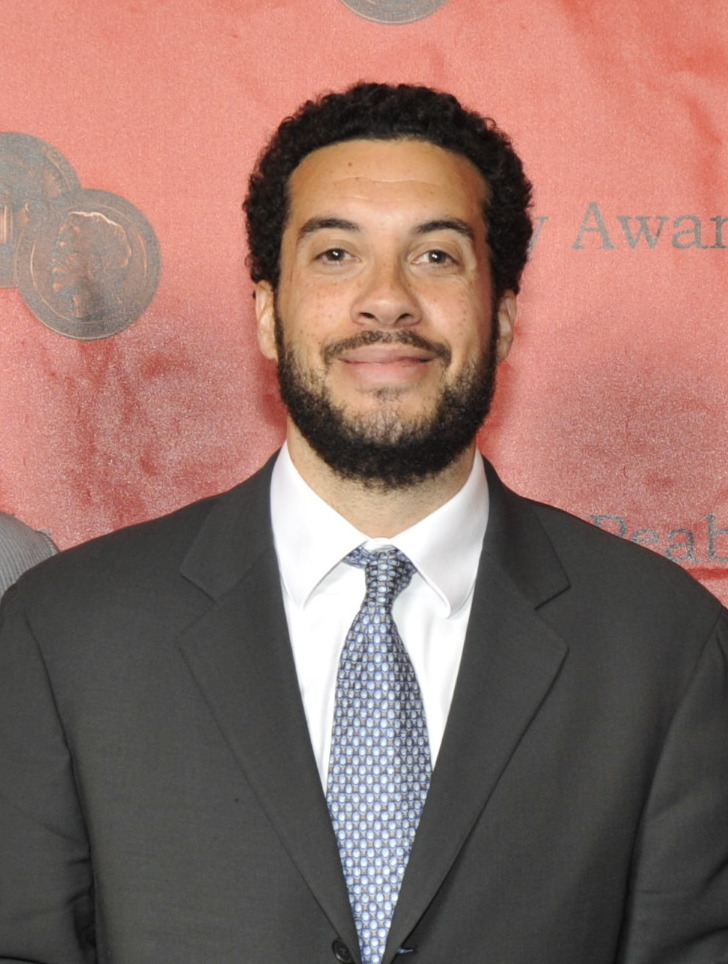
Regisseur Ezra Edelman

Die Dokumentation besteht hauptsächlich aus Interviews und Archivmaterial. Zu den interviewten Personen gehören Weggefährten, Verwandte, Freunde und Feinde O. J. Simpsons sowie an den Gerichtsprozessen Beteiligte, darunter Polizisten, Geschworene, Rechts- und Staatsanwälte. Insgesamt führte Regisseur Edelman 72 Interviews. Das Archivmaterial setzt sich aus ursprünglich für das (Live-)Fernsehen produzierten Aufnahmen sowie Fotos zusammen. Zu den Fotos gehören auch Aufnahmen vom Tatort des Doppelmordes, darunter Nahaufnahmen der Mordopfer.

## Episoden und Veröffentlichung
Der Film wurde erstmals am 22. Januar 2016 beim Sundance Film Festival gezeigt. Am 20. Mai 2016 wurde er in ausgewählten Kinos von Los Angeles und New York City vorgeführt, wodurch er für die Oscar-Nominierungen zugelassen wurde. Im Juni 2016 folgte die Erstausstrahlung beim US-Sportsender ESPN, der den Film hatte produzieren lassen.
Die deutsche Fassung wurde auf GEO Television unter dem Titel O.J. Simpson – Eine amerikanische Saga in wöchentlichem Rhythmus vom 19. April bis 17. Mai 2017 erstausgestrahlt. Schon am 19. Februar 2017 lief die Serie dort im Originalton. Am 7. und 8. Juli 2017 folgte die deutschsprachige Free-TV-Premiere auf dem deutsch-französische Sender arte als O.J. Simpson: Made in America im Hauptabendprogramm mit zwei bzw. drei Episoden am Stück.
|     | USA           | USA           | GEO Television             | GEO Television | Arte                                   | Arte         |         |
| Nr. | Originaltitel | Premiere      | Deutscher Titel            | dt. Premiere   | Deutscher Titel                        | dt. Premiere | Länge   |
| --- | ------------- | ------------- | -------------------------- | -------------- | -------------------------------------- | ------------ | ------- |
| 1   | Part One      | 11. Juni 2016 | Eine amerikanische Legende | 19. Feb. 2017  | Ich bin nicht schwarz, ich bin O. J.!  | 7. Juli 2017 | 91 Min. |
| 2   | Part Two      | 14. Juni 2016 | Brennpunkt Los Angeles     | 19. Feb. 2017  | In der Stadt der prügelnden Polizisten | 7. Juli 2017 | 96 Min. |
| 3   | Part Three    | 15. Juni 2016 | Doppelmord                 | 19. Feb. 2017  | Eine Verteidigung geht über Leichen    | 8. Juli 2017 | 94 Min. |
| 4   | Part Four     | 17. Juni 2016 | Prozess des Jahrhunderts   | 19. Feb. 2017  | Ein Handschuh hält die Welt in Atem    | 8. Juli 2017 | 93 Min. |
| 5   | Part Five     | 18. Juni 2016 | Das 5. Quartier            | 19. Feb. 2017  | Ein Freispruch auf Raten               | 8. Juli 2017 | 98 Min. |

## Rezeption

### Interpretation und Kritik
Die Dokumentation erhielt weithin positive Kritiken. Basierend auf englischsprachigen Kritiken, bewerteten die Aggregatoren Metacritic und Rotten Tomatoes die Produktion mit einem Metascore von 96 bzw. einem Tomatometer von 100, jeweils auf einer Skala von 0 bis zum bestmöglichen Wert 100.
Die Dokumentation wurde insbesondere für die Thematisierung von Rassismus in den Vereinigten Staaten gelobt. Deutschlandfunk-Redakteur Julian Ignatowitsch zum Beispiel lobte die Argumentation des Regisseurs als überzeugend, der zufolge O. J. Simpson ein Musterbeispiel dafür sei, dass im modernen Amerika alles „mit der Frage nach Rasse, Hautfarbe und der Geschichte jahrzehntelanger Unterdrückung“ zusammenhänge. Der britische Guardian hob die Dokumentation als einen der tiefsten filmischen Einblicke in Rasse und Amerika hervor, die je entstanden seien.
Bei Zeit online schrieb die Journalistin Marietta Steinhart 2016, dass die Dokumentation O. J. Simpson als den Helden zeige, „den Amerika sich wünschte, der an dieser Aufgabe aber scheiterte und in grenzenlosen Narzissmus verfiel.“ Es werde der Widerspruch deutlich, dass Simpson bei dem Doppelmord-Prozess gegen ihn „‚die schwarze Karte‘ ausspielte und die Sympathien und politischen Druckmittel“ der schwarzen Gesellschaft ausgenutzt habe, obwohl er sich in seinem Leben nie um diese Gesellschaft „geschert hatte“. Angesichts jüngster Fälle von US-Polizeigewalt, auch beim Todesfall Michael Brown, sei es eine Erkenntnis der Dokumentation, dass institutioneller Rassismus in den Vereinigten Staaten „heute“ ebenso wenig überwunden sei wie auch schon vor 20 Jahren. Zusammenfassend lobte Steinhart die Dokumentation als „zutiefst“ faszinierende Fallstudie über Simpson.
Das US-Magazin The Hollywood Reporter lobte die Dokumentation als reichhaltig, provokant, intelligent und gründlich. Edelman treibe die Geschichte mit zuverlässigem Instinkt voran und beweise, dass er ein bemerkenswert souveräner Geschichtenerzähler sei. Das US-Technologiemagazin Wired lobte besonders die Arbeit der Filmeditoren von O. J. Simpson: Made in America. Sie hätten aus der großen Fülle an Material einen Thriller geschaffen, von dem man sich nicht abwenden könne.

### Auszeichnungen
Der Film wurde unter anderem mit den folgenden Preisen prämiert:
- 2016: Boston Society of Film Critics Award für den besten Dokumentarfilm
- 2016: International Documentary Association Award
- 2016: Los Angeles Film Critics Association Award für den besten Schnitt
- 2016: Peabody Award für den besten Dokumentarfilm[14]
- 2017: Oscar für den besten Dokumentarfilm
- 2017: American Film Institute Award
- 2017: Eddie Award für den besten Dokumentarfilm
- 2017: Chicago Film Critics Association Award für den besten Dokumentarfilm
- 2017: Directors Guild of America Award für die beste Regie eines Dokumentarfilms
- 2017: National Society of Film Critics Award für den besten nichtfiktionalen Film
- 2017: Online Film Critics Society Award für den besten Dokumentarfilm
- 2017: je ein Primetime Emmy Award in den Kategorien Beste Regie für ein nichtfiktionales Programm (Episode 3) und Bester Bildschnitt für ein nichtfiktionales Programm (Episode 4)